# Petrovice (okres Třebíč)
Obec Petrovice (německy Petrowitz) se nachází v okrese Třebíč v Kraji Vysočina. Žije zde 415 obyvatel.
Petrovice se nachází 6 km severozápadně od Třebíče, nedaleko od řeky Jihlavy; protéká jimi zakrytý bezejmenný potok.
Sousedními obcemi sídla jsou Třebíč, Hvězdoňovice, Krahulov, Okříšky, Přibyslavice a Nová Ves.

## Geografie
Ze západu na východ vede přes území obce silnice II/405, z té jižně vychází užitková silnice do Hvězdoňovic a severně silnice třetí třídy vedoucí obloukem přes zastavěné území obce. Ze zastavěného území obce vede východně užitková silnice k Červenému mlýnu a ke spojce mezi Novou Vsí a Třebíčí, západně užitková silnice do Nových Petrovic v Okříškách a severně k Rezkovu mlýnu a do Nové Vsi. Část jižní hranice území obce je tvořena silnicí mezi Hvězdoňovicemi a Krahulovem. Východní část zastavěného území obce je obsluhována užitkovými silnicemi. Přes území obce vede železniční trať Brno–Jihlava, na území obce se však nenachází žádná železniční stanice, ta se však nachází na této trati v sousedních Okříškách. Přes území obce vede také malý úsek železniční trati Znojmo–Okříšky. Přes území obce vede cyklostezka Jihlava–Třebíč–Raabs a podél jižního okraje území i cyklostezka 5214. Podél řeky Jihlavy a pak k Červenému mlýnu vede červená turistická trasa. 
Většina území obce je využívána zemědělsky, údolí řeky Jihlavy je mírně zalesněno, lesní porost se nachází i jižně od silnice II/405 v oblasti Pod Borovím a na východním okraji území obce v údolí Okříšského potoka. Na jihovýchodním okraji zastavěného území obce se nachází areál ZD Okříšky. 
Několik kilometrů západně od území obce pramení Okříšský potok, ten pak teče východně podél silnice II/405 přes území obce, protéká v těsné blízkosti ČOV a pak přes rybník Pilka. Pod tímto rybníkem se do Okříšského potoka vlévá nepojmenovaný potok, který pramení těsně za hranicemi území obce u rybníka Obecník, následně protéká rybníkem Zimolák a přijímá další nepojmenovaný potok a protéká i nepojmenovaným rybníkem, následně Okříšský potok teče dál východně, tvoří část východní hranice obce a posléze ústí u hranice obce do řeky Jihlavy. V části Okříšek Nové Petrovice pramení zatrubněný potok, který teče zatrubněný i přes zastavěnou část obce a následně se těsně za východním okrajem zastavěné části vlévá do řeky Jihlavy. Řeky Jihlava tvoří severní hranici území obce, u Červeného mlýna pak se z Jihlavy odděluje náhon Červeného mlýna a tvoří tak malý ostrov na řece Jihlavě. 
Území obce není kopcovité, ale leží v podstatě na svahu, kdy severní okraj území obce je tvořen údolím řeky Jihlavy a nachází se v nadmořské výšce kolem 400 metrů nad mořem, zastavěná část území obce a jižní část území obce se nachází ve výšce cca 500 metrů nad mořem. Východně od mlýna na Pilce se nachází nepojmenovaný kopec s kótou 503 metrů. 
Zastavěná část území obce se nachází v severní části území obce nad údolím řeky Jihlavy, na severním okraji v údolí řeky Jihlavy se nachází Červený mlýn a Rezkův mlýn, jižně od zastavěná části obce se nachází mlýn na Pilce a malá chatová oblast.

## Historie
První písemná zmínka o obci pochází z roku 1224, objevila se v listině Přemysla Otakara I. stanovující hranice Přibyslavické provincie. Mezi obcemi spravovanými touto provincií patřící k majetkům české královny Konstancie jsou zmíněny právě Petrovice. Ve 14. století pak patřily pod hrad Rokštejn, který v roce 1371 získal syn markraběte Jan a na počátku 15. století získal Rokštejn a Petrovice rod pánů z Valdštejna.
V roce 1466 získal Petrovice do držení od krále Jiřího z Poděbrad šlechtic Mikuláš Rochovský, který začal používat přídomek „z Petrovic“ případně „Petrovský“. Obec má až do dnešních dnů na tohoto pána památku – Boží muka s Mikulášovým rodovým erbem. Na konci 14. století vznikla ve vsi tvrz, první písemná zmínka o tvrzi existuje až z roku 1434, kdy se majitelem vsi stal Zikmund Beránek z Petrovic. Tvrz po spojení se s brtnickým panstvím zanikla.
Na konci 15. století se Petrovice s tvrzí, mlýnem a vším příslušenstvím staly součástí brtnického velkostatku a patřily k němu až do poloviny 19. století, kdy po zániku patrimoniální správy byla vytvořena vlastní politická samospráva v čele se starostou obce. S výjimkou let 1980–1990, kdy se v rámci centralizace místní správy staly Petrovice součástí střediskové obce Okříšky, jsou samostatnou správní jednotkou. Bezesporu k takovému kroku patří zřízení samostatné školy v roce 1891, v roce 1926 byla původní přízemní budova zbourána a nahrazenou novou dvoupatrovou budovou, která po roce 1989 prošla dalšími rekonstrukcemi a změnila se na víceúčelovou budovu. Škola zde totiž fungovala jen do roku 1986, pak v rámci centralizace byla obec opět přiškolena do Okříšek.

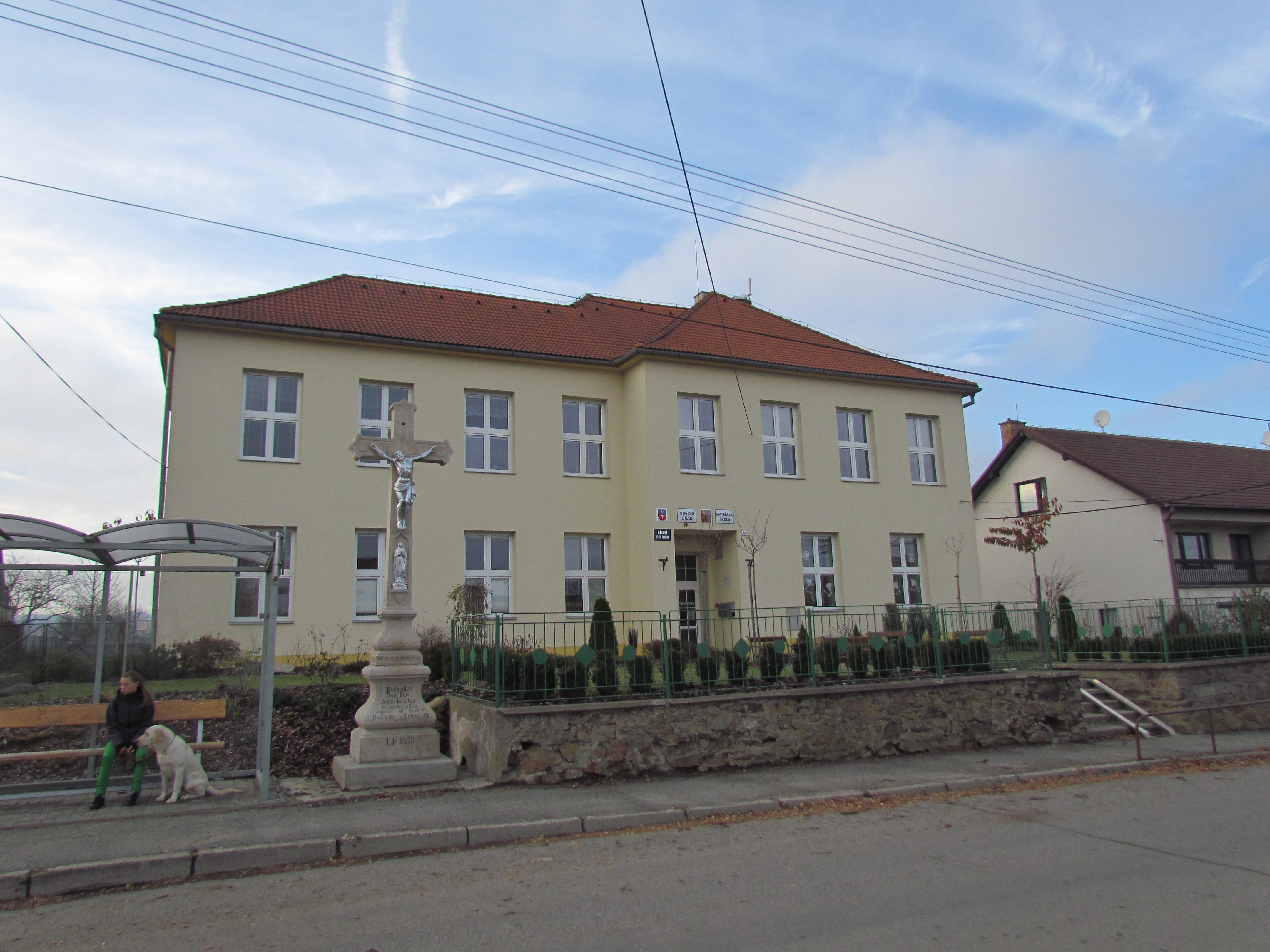
Municipal office in Petrovice, Třebíč District

Významnou památkou je smírčí kámen u silnice směrem na Krahulov. Uprostřed obce stojí od roku 1838 kaple zasvěcená s největší pravděpodobností svátku Narození Panny Marie, stejně jako nový kostel v Přibyslavicích, kam jsou Petrovice přifařeny. Tato kaplička byla dvakrát rekonstruována: poprvé v roce 1933, kdy byla dostavěna vížka osazená dvěma zvony, a druhá významná rekonstrukce proběhla v roce 2009. Právě u kapličky byla po skončení první světové války zasazena Lípa Svobody.
V obci najdeme i připomínku světových válek. V roce 1926 byl naproti škole postaven památník obětem první světové války se jmény všech dvaceti padlých z řad občanů Petrovic a za kulturním domem, respektive bývalou sýpkou, byl v roce 1946 odhalen památník připomínající událost ze samého sklonku války. Němečtí vojáci, kteří se tou dobou v Petrovicích zdržovali, vyhlásili 1. května výjimečný stav, což mimo jiné znamenalo zákaz vycházení po setmění. A právě po setmění dne 5. května zadržela německá hlídka dva mladé chlapce a našla u nich pistoli a náboje. Následovala důkladná prohlídka u rodičů obou zadržených a následujícího dne hlídka zadržela další dva mladíky při ukrývání četnického stejnokroje do slámy. Následky měly být tragické pro celou obec. Nakonec rozhodl německý nadporučík o zastřelení všech čtyř zadržovaných mladíků. Brzy ráno 7. května 1945 byli zatčení mladíci zastřeleni u zdi bývalé sýpky.
V obci působí dva spolky: sdružení dobrovolných hasičů a spolek nohejbalistů. Ze školních zařízení obec dnes už provozuje pouze mateřskou školu. V budově bývalé školy je umístěna také veřejná knihovna, tělocvična, která dnes slouží jako posilovna a herní místnost pro školku. Nejnovější obecní stavbou je hasičská zbrojnice ve sportovním areálu vybudovaná 2004–2005 na místě bývalého železničního vagónu, který sloužil v letech 1980–2004 jako zázemí hasičům. Součásti výstavby zbrojnice bylo také dokončení plnohodnotného cvičiště pro dobrovolné i profesionální hasiče z Kraje Vysočina budované už od 70. let minulého století.
Do roku 1849 patřily Petrovice do brtnického panství, od roku 1850 patřily do okresu Jihlava, pak od roku 1855 do okresu Třebíč. Mezi lety 1980 a 1990 patřily Petrovice pod Okříšky, následně se obec osamostatnila.
| Rok            | 1869 | 1880 | 1890 | 1900 | 1910 | 1921 | 1930 | 1950 | 1961 | 1970 | 1980 | 1991 | 2001 |
| Počet obyvatel | 373  | 417  | 422  | 439  | 448  | 509  | 693  | 700  | 482  | 447  | 457  | 423  | 403  |

## Doprava
Na pozemcích obce by měl vést obchvat Okříšek.

## Politika

### Volby do Poslanecké sněmovny
|       | 2006                | 2010                | 2013                | 2017                | 2021                |
| ----- | ------------------- | ------------------- | ------------------- | ------------------- | ------------------- |
| 1.    | ČSSD (39,43 %)      | ČSSD (25,0 %)       | ČSSD (27,4 %)       | ANO (33,03 %)       | SPOLU (27,98 %)     |
| 2.    | KSČM (22,06 %)      | KSČM (20,5 %)       | KSČM (18,26 %)      | SPD (11,45 %)       | ANO (26,74 %)       |
| 3.    | ODS (19,24 %)       | TOP 09 (13,5 %)     | ANO 2011 (14,42 %)  | KSČM (10,57 %)      | SPD (10,69 %)       |
| účast | 63,58 % (213 z 335) | 61,09 % (200 z 329) | 62,87 % (210 z 334) | 65,71 % (228 z 347) | 70,23 % (243 z 346) |

### Volby do krajského zastupitelstva
|      | 1.                 | 2.                       | 3.                     | účast               |
| ---- | ------------------ | ------------------------ | ---------------------- | ------------------- |
| 2000 | KSČM (26,13 %)     | ČSSD (21,59 %)           | SV (19,31 %)           | 29,43 % (93 z 316)  |
| 2004 | KSČM (27,19 %)     | ČSSD (24,56 %)           | ODS (19,29 %)          | 34,63 % (115 z 332) |
| 2008 | ČSSD (46,49 %)     | KSČM (18,47 %)           | SNK ED (9,55 %)        | 46,75 % (158 z 338) |
| 2012 | ČSSD (37,16 %)     | KSČM (18,58 %)           | Pro Vysočinu (12,38 %) | 39,1 % (131 z 335)  |
| 2016 | ANO 2011 (25,68 %) | ČSSD (22,01 %)           | KSČM (10,09 %)         | 32,26 % (110 z 341) |
| 2020 | ANO (19,7 %)       | STAN+SNK ED (13,86 %)    | Piráti (12,4 %)        | 39,54 % (138 z 349) |
| 2024 | ANO (46,36 %)      | ODS+TOP 09+STO (17,27 %) | Piráti (7,27 %)        | 33,14 % (113 z 341) |

### Prezidentské volby
V prvním kole prezidentských voleb v roce 2013 první místo obsadil Miloš Zeman (59 hlasů), druhé místo obsadil Jiří Dienstbier (52 hlasů) a třetí místo obsadil Jan Fischer (46 hlasů). Volební účast byla 65,07 %, tj. 218 ze 335 oprávněných voličů. V druhém kole prezidentských voleb v roce 2013 první místo obsadil Miloš Zeman (157 hlasů) a druhé místo obsadil Karel Schwarzenberg (53 hlasů). Volební účast byla 63,66 %, tj. 212 ze 333 oprávněných voličů.
V prvním kole prezidentských voleb v roce 2018 první místo obsadil Miloš Zeman (120 hlasů), druhé místo obsadil Jiří Drahoš (54 hlasů) a třetí místo obsadil Marek Hilšer (23 hlasů). Volební účast byla 70,47 %, tj. 241 ze 342 oprávněných voličů. V druhém kole prezidentských voleb v roce 2018 první místo obsadil Miloš Zeman (163 hlasů) a druhé místo obsadil Jiří Drahoš (90 hlasů). Volební účast byla 73,55 %, tj. 253 ze 344 oprávněných voličů.
V prvním kole prezidentských voleb v roce 2023 první místo obsadil Andrej Babiš (106 hlasů), druhé místo obsadil Petr Pavel (79 hlasů) a třetí místo obsadila Danuše Nerudová (30 hlasů). Volební účast byla 73,90 %, tj. 252 ze 341 oprávněných voličů. V druhém kole prezidentských voleb v roce 2023 první místo obsadil Andrej Babiš (126 hlasů) a druhé místo obsadil Petr Pavel (123 hlasů). Volební účast byla 73,75 %, tj. 250 ze 339 oprávněných voličů.

## Pamětihodnosti
- Boží muka
- Smírčí kámen
- Kaple z roku 1838[5]

## Osobnosti
- Kamila Bártlová-Lampířová (* 1931), pedagožka, historička a spisovatelka
- Ferdinand Dokulil (1891–1939), kněz
- Ivo Machačka (* 1944), elektroinženýr
- Pavel Padrnos (* 1970), cyklista
- Jiřina Veselská (* 1943), etnografka